# Kazaa
KaZaA (полное название KaZaA Media Desktop) — клиент файлообменной сети FastTrack. Kazaa Media Desktop обычно использовался для обмена через Интернет музыкальными файлами и другими типами файлов, такими как видео, приложения и документы. 
Это первый клиент данной файлообменной сети, ранее существовали две основные версии — оригинальная, содержащая adware, и неофициальная (K-Lite), последняя отличалась большим количеством дополнительных настроек и наличием плагинов. 
Kazaa создан, под руководством шведа Никласа Зеннстрема и датчанина Яна Фрииса, командой программистов из Эстонии (Яан Таллинн, Ахти Хейнла, Прийт Касесалу и Тойво Аннус из Таллина), работавших на них на условиях аутсорсинга. Сам клиент создавался под влиянием успеха файлообменной сети Napster, основанной на использовании peer-to-peer-технологий (также вскоре закрытой).
Релиз сервиса состоялся в сентябре 2000 года, а само приложение быстро стало самым скачиваемым в интернете.
Клиент Kazaa Media Desktop можно было загрузить бесплатно, однако он был упакован вместе с рекламным ПО (из-за этого в течение некоторого времени на веб-сайте Kazaa можно было увидеть предупреждения «Нет шпионского ПО»). 
В 2001 году бизнесмены формально продали Kazaa австралийским предпринимателям и перенесли головной офис в Вануату. Спустя еще несколько лет им пришлось выплатить огромные штрафы, чтобы избежать реального уголовного преследования (ранее, Зеннстрему приходилось постоянно уклоняться от судебных повесток). При этом все разработки, положенные в основу Kazaa, оставались интеллектуальной собственностью базирующейся на Британских Виргинских островах компании Joltid, принадлежащей Зеннстрему и Фриису.
Сегодня авторы развивают открытую альтернативу сети FastTrack  — сеть OpenFT и клиент KCeasy (на основе giFT), поддерживающий с помощью плагинов большое количество файлообменных сетей.

## Судебные разбирательства
За годы работы Kazaa компания Sharman Networks, её деловые партнеры и соратники стали объектами судебных исков, связанных с нарушением авторских прав и касающихся контента, распространяемого через Kazaa Media Desktop по протоколу FastTrack.
После долгих судебных тяжб Kazaa была запрещена для использования в Австралии. По заявлению руководства IFPI, крупнейшей звукозаписывающей студии во всей Австралии, Kazaa ежегодно приносила им убытки в размере десятков миллионов австралийских долларов.
В компании Sharman Networks утверждают, что не могут контролировать поведение примерно ста миллионов пользователей.
Председатель же IFPI Джон Кеннеди считает, что Kazaa необходимо сделать следующий шаг, чтобы выжить. Это может быть фильтр, легализация или предоставление технологии тем, кто развивает легальные музыкальные услуги.